# Chinatown, My Chinatown

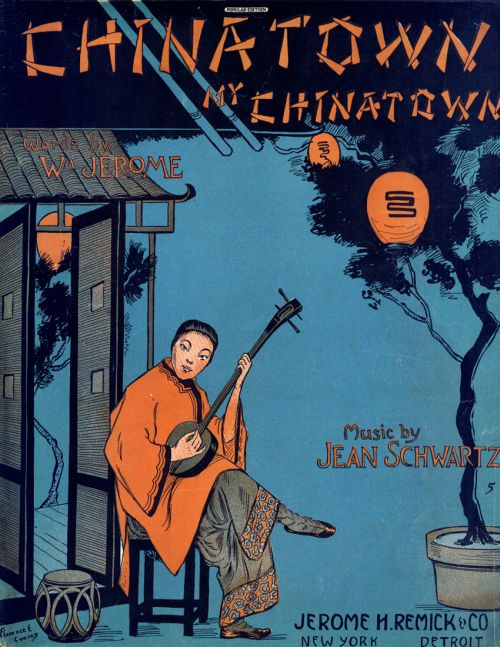
Chinatown, My Chinatown

"Chinatown, My Chinatown" este un cântec popular american scris de William Jerome (versuri) și Jean Schwartz (muzică) în anul 1910.
Pentru această melodie, Jerome și Schwartz au grupat formele muzicale chinezești cu muzica occidentală. Cântecul a fost înregistrat de mulți artiști, printre care Al Jolson și Chris Connor,, fiind considerat un jazz standard.
Cântecul a fost inclus în filmul Zilele radioului din 1987 al lui Woody Allen și în jocul video din 2002 Mafia: The City of Lost Heaven, dezvoltat de Illusion Softworks.
Cele mai bune înregistrări cunoscute (în ordine alfabetică) - Louis Armstrong, Chet Atkins, Chris Barber, Sidney Bechet, Jimmy Dorsey, Benny Goodman, Fletcher Henderson, Al Jolson, Mills Brothers, Kid Ory, Louis Prima, Art Tatum, Caterina Valente, Teddy Williams.
Chinatown, my Chinatown,
Where the lights are low,
Hearts that know no other land,
Drifting to and fro,
Dreamy, dreamy Chinatown,
Almond eyes of brown,
Hearts seem light and life seem bright
In dreamy Chinatown.

## Alte versiuni
- The Hi-Lo's - A Musical Thrill (2006)
- Carl Mann. Realizat pe LP-ul 14 Unissued Sides de Star Club Records cu numărul de catalog 33-8022 în Suedia în 1986[5]